# Star Trek: Short Treks
Star Trek: Discovery Star Trek: Picard
Star Trek: Short Treks est une websérie américaine de science-fiction créée pour le site CBS All Access par Bryan Fuller et Alex Kurtzman. À l'origine conçu comme un spin-off de la série Star Trek: Discovery, elle met en scène quelques courts-métrages de 15 à 18 minutes qui utilisent les décors et des personnages de la série et plus largement de l'univers de Star Trek.
La série fut mise en projet en juillet 2018. La première série de quatre épisodes furent diffusés à raison d'un épisode par mois du 4 octobre 2018 au 3 janvier 2019 afin de servir de transition entre la première saison et la deuxième saison de Star Trek: Discovery. La plupart des courts métrages ont été produits et joués par l'équipe de la série Discovery notamment le compositeur Jeff Russo qui a écrit un thème spécifique à cette série. Le tournage eu lieu à Toronto sur le lieu de tournage de Discovery.
En janvier 2019, la série a été renouvelée pour deux épisodes animés qui doivent suivre la conclusion de la deuxième saison de Discovery. Quatre épisodes supplémentaires sont prévus pour le courant de l'année 2019 : trois mettant en scène le capitaine Christopher Pike, Numero Un, Spock et l'équipage de l'Enterprise et un autre qui plantera le décor pour la série Star Trek: Picard.

## Concept
Chaque épisode de Star Trek: Short Treks raconte une histoire unitaire présentant un personnage ainsi qu'un élément clé de la série Star Trek: Discovery et de l'univers étendu de Star Trek."

## Développement
En juin 2018, après être devenu l'unique showrunner de la série Star Trek: Discovery, Alex Kurtzman signe un contrat de cinq ans avec CBS Television Studios afin d'étendre l'univers de Star Trek au-delà de Discovery afin d'en faire de nouvelles séries, miniséries ou séries animées. Un mois plus tard il annonce au Comic-Con de San Diego qu'une mini-série spin-off de quatre épisodes nommée Star Trek: Short Treks sera diffusée une fois par mois sur CBS All Access avant la deuxième saison de Discovery. Il annonce que la série donnera des indices et présentera des intrigues utiles à connaitre pour mieux comprendre les épisodes de la future saison. Les épisodes sont alors prévus pour faire entre dix et quinze minutes,.
En décembre 2018, David Nevins, producteur de CBS annonce que de nouveaux épisodes seront diffusés entre la fin de la seconde saison de Star Trek : Discovery  et la sortie de la nouvelle série mettant en scène le personnage de Jean-Luc Picard. Un mois plus tard, CBS All Access annonce que deux épisodes de Short Treks seront diffusés sous la forme de dessin animés. Kurtzman annonce en février que ces épisodes ne sont pas liés à l'univers de Discovery mais vont plutôt introduire des idées et des éléments liés à une autre série.
En juillet 2019, 6 nouveaux épisodes sont annoncés. Trois mettent en scène le capitaine Christopher Pike, Numero Un, Spock et l'équipage de l'Enterprise et un autre qui plantera le décor pour la série Star Trek: Picard. Ils ont pour noms "Ask Not", "Q&A", "The Trouble with Edward", "The Girl Who Made the Stars", "Ephaim and Dot." L'un d'entre eux met en scène la race alien des tribules. (Connues dans l'épisode Tribulations.)

## Épisodes

### Première saison (2018-2019)
| N° | Titre original    | Titre français             | Scénario                       | Réalisation         | Première diffusion |
| --- | ----------------- | -------------------------- | ------------------------------ | ------------------- | ------------------ |
| 1 | Runaway           | La Fugueuse                | Jenny Lumet et Alex Kurtzman   | Maja Vrvilo         | 4 octobre 2018     |
| Sylvia Tilly rencontre une passagère clandestine du Discovery. Nommée Me Hani Ika Hali Ka Po, celle-ci est la future reine de la planète Xahea. Tilly décide de lui venir en aide. |                   |                            |                                |                     |                    |
| Avec Mary Wiseman dans le rôle de Silvia Tilly, Yadira Guevara-Prip dans celui de Me Hani Ika Hali Ka Po, et Mimi Kuzyk dans celui de Siobhan Tilly |                   |                            |                                |                     |                    |
| 2 | Calypso           | Calypso                    | Sean Cochran et Michael Chabon | Olatunde Osunsanmi  | 8 novembre 2018    |
| L'USS Discovery est resté à la même position dans l'espace pendant plusieurs milliers d'années, vide de tout son équipage. L'ordinateur de bord a fini par devenir conscient de sa propre existence et s'est renommé Zora. Elle vient en aide à un homme de la planète Alcor IV dans une navette de sauvetage. Celui-ci s'appelle Craft. Ils tissent tous les deux des liens. |                   |                            |                                |                     |                    |
| Avec Aldis Hodge dans le rôle de Craft et Annabelle Wallis dans celui de Zora |                   |                            |                                |                     |                    |
| 3 | The Brighest Star | L’Étoile la Plus Brillante | Bo Yeon Kim et Erika Lippoldt  | Douglas Aarniokoski | 6 décembre 2018    |
| L'épisode explore le passé de Saru à l'époque où il était sur la planète Kaminar. Il est curieux et tente d'en connaitre plus sur les étoiles malgré les ressentiments de son père. Il finit par envoyer un signal de détresse à travers l'espace et entre en contact avec le Lieutenant Philippa Georgiou.                                                                   |                   |                            |                                |                     |                    |
| Avec Doug Jones dans le rôle de Saru, Hannah Spear dans celui de Siranna, Robert Verlagues dans celui d'Aradar et Michelle Yeoh dans celui de Philippa Georgiou. |                   |                            |                                |                     |                    |
| 4 | The Escape Artist | Le Virtuose de l’Évasion   | Michael McMahan                | Rainn Wilson        | 3 janvier 2019     |
| Harry Mudd est capturé par un chasseur de primes afin de récupérer la prime demandée par la fédération. Alors que Mudd tente de plaider pour sa vie, on peut le voir dans diverses arnaques à travers la galaxie. |                   |                            |                                |                     |                    |
| Avec Rainn Wilson dans le rôle de Harry Fenton Mudd. |                   |                            |                                |                     |                    |

### Deuxième saison (2019-2020)
| N° | Titre                       | Scénario            | Réalisation                                      | Première diffusion |
| --- | --------------------------- | ------------------- | ------------------------------------------------ | ------------------ |
| 1 | Q&A                         | Mark Pellington     | Michael Chabon                                   | 5 octobre 2019     |
| Lors de son premier jour à bord de l'USS Enterprise, l'enseigne Spock et son nouvel officier supérieur Numéro Un se retrouvent piégés dans un turbolift. En attendant que le turbolift soit réparé, Spock pose de nombreuses questions à Numéro Un, et le couple se lie d'amitié sur leurs similitudes. |                             |                     |                                                  |                    |
| Avec Rebecca Romijn dans le rôle de Numéro Un, Ethan Peck dans celui de Spock, et Anson Mount dans celui de Christopher Pike. |                             |                     |                                                  |                    |
| 2 | The Trouble with Edward     | Daniel Gray Longino | Graham Wagner                                    | 10 octobre 2019    |
| Sur l'USS Cabot, l'officier scientifique Edward Larkin tente de résoudre la pénurie alimentaire d'une planète en modifiant génétiquement les tribbles contre les ordres de son capitaine, créant une espèce qui naît enceinte et se reproduit à un rythme dangereux. Le Cabot est envahi et Larkin meurt lorsqu'il choisit de rester derrière pendant que le reste de l'équipage s'échappe.                                                       |                             |                     |                                                  |                    |
| Avec Anson Mount dans le rôle de Christopher Pike, Rosa Salazar dans celui de Lynne Lucero, et H. Jon Benjamin dans celui d'Edward Larkin. |                             |                     |                                                  |                    |
| 3 | Ask Not                     | Sanji Senaka (en)   | Kalinda Vazquez (en)                             | 14 novembre 2019   |
| Lorsque la base stellaire 28 est attaquée, la cadette Thira Sidhu s'occupe d'un prisonnier mutin : le capitaine Christopher Pike de l’Enterprise. Pike tente de faire pression sur Sidhu pour qu'elle le libère, mais elle refuse. Pike révèle qu'il s'agit d'un test en simulation et qu'en le réussissant, Sidhu est acceptée comme membre d'équipage de l'Enterprise.                                                                          |                             |                     |                                                  |                    |
| Avec Anson Mount dans le rôle de Christopher Pike, Ethan Peck dans celui de Spock, Rebecca Romijn dans celui de Numéro Un, et Amrit Kaur dans celui de Thira Sidhu. |                             |                     |                                                  |                    |
| 4 | Ephraim and Dot             | Michael Giacchino   | Chris Silvestri & Anthony Maranville             | 12 décembre 2019   |
| Un tardigrade à la recherche d'un endroit pour pondre ses œufs croise l'USS Enterprise et est attaqué par un drone de réparation nommé Dot mais parvient à y pondre ses œufs et suivre le vaisseau en vitesse supraluminique. Lorsque l'Enterprise s'autodétruit, Dot aide à sauver les œufs d'Ephraim. Lorsque les œufs éclosent, le couple voyage avec les bébés tardigrades ensemble.                                                          |                             |                     |                                                  |                    |
| Épisode animé. Narré par Kirk Thatcher (en), avec des enregistrements d'archives de William Shatner dans le rôle de James T. Kirk, Ricardo Montalbán dans celui de Khan Noonien Singh, et George Takei dans celui de Hikaru Sulu. |                             |                     |                                                  |                    |
| 5 | The Girl Who Made the Stars | Olatunde Osunsanmi  | Brandon Schultz                                  | 12 décembre 2019   |
| Le père de la jeune Michael Burnham atténue sa peur du noir en lui racontant l'histoire d'une jeune fille africaine à l'aube de la civilisation. Dans l'histoire, le peuple auquel appartient la fille craignent le noir à cause d'une bête nocturne prédatrice, mais elle brave la nuit et découvre un extraterrestre qui lui offre une nouvelle lumière. La fille l'utilise pour créer les étoiles et grandit pour devenir une reine guerrière. |                             |                     |                                                  |                    |
| Épisode animé. Avec Kenric Green (en) dans le rôle de Mike Burnham, et Kyrie Mcalpin dans celui de Michael Burnham. |                             |                     |                                                  |                    |
| 6 | Children of Mars            | Mark Pellington     | Kirsten Beyer (en) & Jenny Lumet & Alex Kurtzman | 9 janvier 2020     |
| Deux écolières sur Terre développent une rivalité féroce, mais sont réunies par une tragédie lorsqu'elles voient des nouvelles de Mars et de ses installations orbitales (où vivent les familles des deux filles) attaquées par des synthétiques voyous. Sur les images d'actualité, une image de l'amiral Jean-Luc Picard apparaît, le réseau rapportant que Picard a qualifié l'attaque de « dévastatrice ».                                    |                             |                     |                                                  |                    |
| Avec Ilamaria Ebrahim dans le rôle de Kima, et Sadie Munroe dans celui de Lil. |                             |                     |                                                  |                    |

## Production

### Première saison
Sur les quatre courts-métrages commandés en juillet 2018, trois reprennent des personnages de la série Discovery avec Silvia Tilly (Mary Wiseman), Saru (Doug Jones) et Harry Mudd (Rainn Wilson) Doug Jone voulait explorer le passé de son personnage, tandis que Wilson a réalisé l'épisode dans lequel il joue. De son côté Aldis Hodge joue le rôle d'un personnage inventé pour l'occasion, celui de Craft,. Chaque épisode est tourné à Toronto au Canada sur la plateau de la série originelle. Michael McMahan, le scénariste du court métrage Le virtuose de l'Évasion est connu pour avoir scénarisé des épisodes de la série parodique de science fiction Rick et Morty et pour la future websérie comique Star Trek: Lower Decks.

### Épisodes animés
En février 2019, Alex Kurtzman explique que des épisodes en dessins animés, avec un style différent de la série Lower Decks vont voir le jour. Ils seront réalisés par un producteur de Discovery, Olatunde Osunsanmi. La bande originale sera composée par Michael Giacchino. Le producteur Heather Kadin a révélé que les épisodes animés répondront à des questions ouvertes auquel Discovery n'a pas répondu.

### Musique
C'est Jeff Russo le compositeur de Star Trek: Discovery qui fut chargé de la bande originale des épisodes 1 à 4 de Short Trek. Si son thème pour les trois premiers épisodes est basé sur le générique de Discovery une version différente apparait au début de l'épisode Le Virtuose de l’Évasion.

## Diffusion
Les courts métrages sont sortis sur CBS All Access aux États-Unis. Bell Media a initialement diffusé la série au Canada sur les chaines Space (pour la version anglaise) et Ztélé pour la version française avant de mettre en ligne les épisodes sur son service CraveTV. Chaque épisode fut diffusé une fois par mois entre octobre 2018 et janvier 2019. Fin janvier les épisodes furent disponibles en dehors des États-Unis et du Canada sur Netflix dans la section Bande annonces de la page consacrée à Star Trek: Discovery. En France, la série est disponible sur Paramount+ depuis le mois de mai 2025.

## Accueil critique
Sur IGN Scott Collura donnera une appréciation très positive des quatre premiers épisodes, expliquant que Short Treks est une expérience intéressante qui fonctionne et permet d'ancrer les personnages de Star Trek dans quelque chose de concret.

## Prix
| Année | Prix                                | Catégorie                             | Nomination                                          | Résultat   | Ref.   |
| ----- | ----------------------------------- | ------------------------------------- | --------------------------------------------------- | ---------- | ------ |
| 2019  | Golden Reel Awards                  | Meilleure musique d'un court-métrage  | "L’Étoile la Plus Brillante"                        | Lauréat    | [ 15 ] |
| 2019  | Costume Designers Guild Awards 2018 | Meilleur design pour un court-métrage | Gersha Phillips (pour "L’Étoile la Plus Brillante") | Nomination | [ 16 ] |